# Philip Sheppard
Philip M. Sheppard (* 27. Juli 1921 in Marlborough (Wiltshire); † 17. Oktober 1976 in Liverpool) war ein britischer Genetiker und Entomologe / Lepidopterologe.

## Leben
Sheppard besuchte das Marlborough College mit dem Abschluss 1939, war im Zweiten Weltkrieg bei der Royal Air Force, wobei er von 1942 bis 1945 Kriegsgefangener war. Ab 1946 studierte er Zoologie an der Universität Oxford (Worcester College) mit dem Abschluss 1948. Danach war er an der University of Liverpool, wo er 1956 Lecturer, 1959 Reader und 1963 Professor für Genetik wurde.
Er befasste sich vor allem mit ökologischer und Populationsgenetik von Schmetterlingen, aber auch mit Landschnecken (Cepaea nemoralis), und in Zusammenarbeit mit Cyril Clarke, mit dem er ein Interesse an Schmetterlingen teilte,  an der Genetik des Rhesusfaktors (Rhesus-Inkompatibilität) beim Menschen. Bei Schmetterlingen befasste er sich unter anderem mit Polymorphismus und Industriemelanismus (darunter auch mit dem klassischen Beispiel des Birkenspanners mit Cyril Clarke) und deren genetische Grundlagen.
1974 erhielt er die Darwin-Medaille, 1975 die Linné-Medaille und 1965 wurde er Fellow der Royal Society.

## Schriften (Auswahl)
- Natural Selection and Heredity, London: Hutchinson 1958, 1975.